# グルジア聖歌
グルジア聖歌（グルジアせいか、英語: Georgian Sacred and Ritual Music）とは、グルジア正教会の奉神礼で伝統的に歌われている聖歌。
多声聖歌であるが、西欧音楽の影響を受けて多声聖歌を形成したロシア正教会・ウクライナ正教会や、バルカン半島の諸正教会（ブルガリア正教会、セルビア正教会、ルーマニア正教会）等と違い、西欧からの影響とは関係無くポリフォニーを形成し、独自の歴史と発展を経て今日に至っている。グルジア聖歌も含め、グルジア多声音楽はユネスコの無形文化遺産の「代表一覧表」に記載されている。
グルジア正教会の奉神礼は、通常グルジア語で行われる。
ただしザカリア・パリアシュヴィリが聖金口イオアン聖体礼儀をグルジア聖歌の音階・和音を用いつつも、言語の選択においては教会スラヴ語で作曲するなど、きわめて稀な例外は存在する。